# Alloneuron ecuadorense
Alloneuron ecuadorense es una especie perteneciente a la familia  Melastomataceae. Es endémica de Ecuador.  Su hábitat natural son las montañas húmedas subtropicales o tropicales. 

## Distribución y hábitat
Es un árbol endémico de los Andes al norte de Ecuador. Se conocen dos poblaciones en la provincia de Carchi, en la orilla del Río Blanco, cerca de El Chical. La primera se encontró en 1980 y la segunda en 1993. No existes referencias de que se encuentre en áreas protegidas de Ecuador, pero pueden que se encuentren en la Reserva Étnica Awá.

## Taxonomía
Alloneuron ecuadorense fue descrita por John Julius Wurdack y publicado en Phytologia 48(3): 246–247. 1981.